# Die Nacht gehört uns (1929)
Die Nacht gehört uns ist ein früher deutscher Tonfilm aus dem Rennfahrer-Milieu von 1929. Unter der Regie von Carl Froelich spielen Hans Albers und Charlotte Ander die Hauptrollen.

## Handlung
Die junge Autorennfahrerin Bettina Bang verunglückt beim Training auf Sizilien mit ihrem Wagen, wird aber glücklicherweise von einem Unbekannten gerettet. Bei diesem stattlichen Mann handelt sich um den Globetrotter und Abenteurer Harry Bredow, der sich rührend um die Bewusstlose kümmert. Als Bettina aus ihrer Ohnmacht wieder erwacht, ist Harry bereits verschwunden. Bettinas Gedanken kreisen von nun an nur um ihren unbekannten Retter, den sie unbedingt wiedersehen und kennenlernen will. Ihre Fixierung auf Harry ist derart groß, dass sie sogar die Avancen des allmächtigen Chefs Marten der Diavolo-Autowerke zurückweist. Als sie Harry eines Tages offiziell kennenlernt, lässt sie auch ihn zunächst abblitzen – nichts ahnend, dass es sich um ihren mysteriösen Retter handelt. Nachdem Bettina aber die Wahrheit über ihn herausgefunden hat, will sie ihn unbedingt heiraten. 
Bredow willigt ein, und beide werden ein Paar. Doch der schneidige Harry, selbst Rennfahrer, hat ein Geheimnis: er ist bereits verheiratet. Davon erfährt Bettina just in dem Augenblick, als ihr Vater beider Verlobungsfeier ausrichten will. Eine Begegnung mit Harrys Frau bringt Bettina in größte Verwirrung. Sie ahnt nicht, dass diese Begegnung nur deshalb zustande kam, weil Harrys Frau ebenso wie ihr Mann die Scheidung anstrebt und die Modalitäten besprechen wollte. Völlig verzweifelt besteigt Bettina ihren Boliden und will damit in derjenigen Kurve in den Tod rasen, in der sie schon einmal verunglückte. Harry fährt ihr in atemberaubenden Tempo hinterher, kann sie nach einer wilden Verfolgungsjagd einholen und Bettina von ihrer tödlichen Absicht zurückhalten. Beide werden ein Paar.

## Hintergrund
Die Nacht gehört uns basiert auf dem gleichnamigen Bühnenstück (1925) von Henry Kistemaeckers. Die Dreharbeiten dieses frühen deutschen Tonfilms begannen im September 1929 in den Ufa Studios in Tempelhof. Zeitgleich wurde von Die Nacht gehört uns auch eine französische Version unter dem Titel La nuit est à nous mit Jean Murat und Marie Bell in den Hauptrollen gedreht.  
In Deutschland lief Die Nacht gehört uns am 23. Dezember 1929 in Berlins Capitol an. Die französische Fassung hatte ihre Uraufführung am 10. Januar 1930 in Paris. 1953 entstand eine französische Neuverfilmung der eigenen Fassung unter demselben Titel.
Die Außenaufnahmen von Die Nacht gehört uns entstanden in Sizilien und auf der Berliner Avus.
Friedrich Pflughaupt und Walter Supper teilten sich die Filmproduktionsleitung, Tonspezialist Guido Bagier zeichnete für die Ton-Produktionsleitung verantwortlich. Regisseur Froelichs Bruder Hugo diente ihm als Aufnahmeleiter. Carl Froelich finanzierte zudem einen Teil der Produktionskosten des Films mit 130.000 Mark selbst. Die Filmbauten stammen von Franz Schroedter. 
Es wurden mehrere Musiktitel vorgetragen: Die Nacht gehört uns: Warst Du mir treu?, der Faustwalzer aus der Oper „Margarethe“ (von Charles Gounod), Mit dem Herzen darf man nicht spielen (von Franz Grothe/Luigi Bernauer), die Volksweise ’O sole mio (von Eduardo Di Capua/Giovanni Capurro) und Wenn die Violine spielt (von Grothe/Fritz Rotter). Die Orchestrierung übernahm Werner Schmidt-Boelcke.
„Einen Monat nach Herstellung war der Film in vierzehn europäische Länder viermal nach Übersee verkauft worden.“

## Kritik
„Es scheint, als ob das Versuchsstadium der deutschen Tonfilme endgültig überwunden ist. Man hat zunächst, wie hier schon bei ‘Melodie des Herzens’ betont wurde, im Prinzip den deutschen Tonfilm-Stil gefunden, der vor allem dadurch gekennzeichnet wird, daß es sich heute nicht mehr um eine mechanische musikalische Untermalung handelt, sondern um eine geschickte Verteilung von Geräusch, Sprache und Musik, die die Handlung unterstützt, ergänzt und begleitet. Der neue Froelich-Film ist an sich ausgesprochenes Kinostück, so wie der Theaterbesitzer es braucht, und wie das Publikum es erwartet. [...] Die Photographie, siehe oben, ist durchweg gelungen. Die Rennaufnahmen, vor allem in der Totale, mit den Serpentinen stehen weit über dem Durchschnitt. Überhaupt ist auch tontechnisch alles in vorbildlicher Ordnung. Man sieht, daß man mit Riesenschritten dem Ziel der restlosen Vollendung nahegekommen ist, freut sich deshalb doppelt über diesen Erfolg, den man Carl Froelich besonders gönnt, weil er nicht nur einer der ältesten Regisseure ist, sondern auch einer von denjenigen, die seit Anfang der Kinematographie ernsthaft mit der Zeit und mit der Entwicklung gingen, und die deshalb Anrecht darauf haben, auch in der neuen Tonfilmperiode mit an der Spitze zu bleiben.“

Heinz Pol von der Vossischen Zeitung konnte dem Film überhaupt nichts abgewinnen und schrieb: „Das Ohr aber wird mißhandelt: der Inhalt der Dialoge steht fast durchweg auf einem Niveau, das heute nicht einmal mehr auf der kleinsten Provinzbühne in Deutschland möglich wäre. Und das Schlimmste: es wird viel zu viel gesprochen. Die für die Handlung belanglosesten Sachen plappert man uns vor.“
Walter Kaul vom Berliner Börsen-Courier urteilte: „Ein hundertprozentiger deutscher Sprech- und Tonfilm. […] Wieder ein Schritt vorwärts! Wir hören ein ganzes ‚Ton-Atelier‘. Die Hauptdarsteller unterhalten sich bei einer Caruso-Platte. Fast hört man mehr als man sieht.“ Zur Rolle der Schauspieler bemerkte Kaul: „Der Sprechfilm steht und fällt mit den Schauspielern. […] Zwei so persönliche Bühnenschauspieler wie Hans Albers und Otto Wallburg setzen sich sofort durch: sie bemühen sich nicht, klar und deutlich zu sprechen, sondern: ihr origineller und ausdrucksvoller Sprechton kommt klar und deutlich heraus.“ […] Und zu Charlotte Ander, sie bleibe „ein Gewinn für den deutschen Sprechfilm“.

„Durch Carl Froelich hat der deutsche Tonfilm einen großen Schritt vorwärts getan. Durch diesen mit größtem und verdientem Premierenerfolg aufgeführten Sprechfilm ist eindeutig erwiesen, wie ausschlaggebend deutsche Arbeit für den internationalen Tonfilm ist. Einer der schönsten Filmerfolge des Jahres, das wir in wenigen Tagen begraben – nur zu froh begraben –, ist dieses Werk, das ganz neue Wege ging, ganz neue Wege aufzeigt. Man darf wieder mit großer – und hier vielleicht mit größter Berechtigung hoffen, daß der junge deutsche Tonfilm in kürzester Zeit den amerikanischen Tonfilm überflügelt hat. Denn hier bei den Deutschen, bei den Europäern schlechthin, erweist sich die tiefere Kultur als die größere Macht, die unbeirrbare Stetigkeit stets neuer Versuche als der größere künstlerische Ernst. [...] Dieser neueste deutsche Tonfilm, ganz unstreitig von den bisher gesehenen deutschen Sprechfilmen der weitaus beste, ganz unstreitig Wegweiser für kommendes Schaffen, hat zunächst grundlegend mit einer Begriffsirrlehre aufgeräumt, nach der ‘Tonfilm v’erbunden war mit ‘Orchesterersatz’ und ‘Ton auf jeden Fall’. Seine Hersteller haben den außerordentlichen Mut gehabt, mit einer fast schon zur Schablone gewordenen Form des singenden Bandes recht kategorisch zu brechen und im künstlerischen Eigensinn des Inszenenten ein befruchtendes Element zu sehen. Wodurch dieser Tonfilm die internationale Arbeit an dieser filmischen Form zu fördern imstande sein wird“

„Carl Froelich [...] ließ sich nach Henry Kistemaeckers Schauspiel ‘Die Nacht gehört uns’ ein Tonfilmdrehbuch schreiben, um zwischen den Geräuscheffekten des Knatterns und Surrens der Autos, des Dröhnens der Maschinen und des Fabriklärms tontechnisch vollkommenste Dialoge einzustreuen. Hans Albers spricht und improvisiert unpathetisch und witzig, Ida Wüst, Falkenstein, Wallburg, Janssen, Lucie Englisch und Charlotte Ander reden frei und natürlich. Den Erfolg hat Hans Albers zu verbuchen, nicht etwa der Ton im Film. Froelich hat den Bühnenschauspieler Albers zum Tonfilm herangeholt, und in ‘Die Nacht gehört uns’ erobert sich Albers nun die Tonfilmleinwand, weil er sich gibt und spricht, wie ihm der Schnabel gewachsen ist, und weil er kein betontes Komödiantentum zur Schau trägt.“

Auch Karlheinz Wendtland war der Meinung, dass „einen wesentlichen Anteil an dem großen Erfolg dieses Tonfilms“ Hans Albers gehabt habe. Er gäbe sich „im Verhalten und in der Sprache so natürlich, wie bisher niemand im deutschen Tonfilm“. Weiter schrieb Wendtland, Froelich habe „mit seiner Schauspielerschar viel Frische in den Film“ gebracht. „Alle machten Menschen aus dem Alltag glaubhaft, von Bühnen- und Stummfilmpathos keine Spur“!

## Auszeichnung
Die Bildstelle Berlin verlieh dem Film unter K 852/29 am 8. Januar 1930 das Prädikat „Anerkennung als künstlerisch“.